# 古賀誠二
古賀 誠二（こが せいじ、1931年10月4日 - 2005年9月30日）は、日本の銀行家。

## 経歴
福岡県出身。1954年に京都大学農学部を卒業し、同年に西日本相互銀行(のちの西日本銀行)に入行。
1977年6月に取締役に就任し、1979年6月に常務、1986年6月に専務を経て、1992年6月に副頭取に就任し、1995年6月には頭取に昇格。2000年6月に会長に就任し、2002年6月には相談役に就任。
2005年9月30日肝不全のために死去。73歳没。